# Kawasaki Quad Bikes
Kawasaki Quad Bikes es un videojuego de carreras todoterreno desarrollado por Data Design Interactive y publicado por Metro3D Europe, Bold Games y Popcorn Arcade para PlayStation 2, Windows y Wii.

## Jugabilidad
Kawasaki Quad Bikes es un juego de carreras todoterreno en un viaje complicado subido a una de las cuatro cuatrimotos de Kawasaki y se recorren pistas llenas de baches, barro y curvas para competir contra un grupo de oponentes. Cuenta con personajes para desbloquear y variaciones reflejadas y desgastadas de nueve pistas, hay mucha tierra para patear. Como es habitual, existen los modos de carrera típicos que incluyen torneos, contrarreloj y carreras individuales. A diferencia de los otros dos juegos de carreras de Kawasaki lanzados por Metro3D, Kawasaki Quad Bikes no tiene un juego de carreras de acrobacias. Los niveles ofrecen tres escenarios diferentes que son un estadio, cañones rocosos y uno de cascadas y vías de tren.

## Recepción
Kawasaki Quad Bikes recibió malas críticas; IGN le dio un 2.0/10, afirmando que "los controles te enfurecerán, los gráficos te picarán los ojos, apagarás la música y la jugabilidad implacable te hará alcanzar el botón de encendido de Wii", y Games Radar le dio un 1/5 después de criticar sus controles, AI y el deficiente control de la cámara.